# Тунгиро-Харанорская впадина
Тунги́ро-Харано́рская впа́дина — впадина в южной части Забайкальского края России и частично Монголии. В морфоструктурном отношении является частью Улдза-Торейской высокой равнины.

## Расположение
Тунгиро-Харанорская впадина между Цугольским хребтом (с севера), хребтом Кукульбей (с северо-востока) и Нерчинским хребтом (с востока). На северо-западе, западе и юге соединяется с Улдза-Торейской равниной.
Впадина начинается на севере, от межгорного понижения между хребтом Кукульбей, Цугольским хребтом и его отрогом и протягивается на юг, до границы с Монголией, продолжаясь на территории последней. Протяжённость российского участка впадины составляет более 100 км. Ширина впадины неодинакова: наименьшая (до 15 км) достигается на юге, вблизи границы, наибольшая (более 40 км) — в центральной части.
Тунгиро-Харанорская впадина имеет несколько ответвлений: одно из них идёт вдоль реки Борзя, образуя самостоятельную Борзинскую впадину; другое тянется вдоль реки Турга, где образовалась Тургинская впадина.

## Геология
Тунгиро-Харанорская впадина сложена терригенными угленосными осадочными, базальтоидными и гранитоидными формациями верхнеюрско-нижнемелового возраста, сверху перекрытыми кайнозойскими континентальными отложениями незначительной мощности. Заложение впадины относится к мезозою, дальнейшее развитие происходило в неоген и антропоген. В пределах впадины находится крупное Харанорское месторождение бурого угля.

## Ландшафт
Впадина имеет равнинный характер (преобладающие высоты от 630 до 700 м), местами осложнённый сопками, грядами, увалами высотой до 750—770 м. Основные типы ландшафта — сухие степи, лугово-болотные приречные и приозёрные равнины.